# Dombibliothek Freising

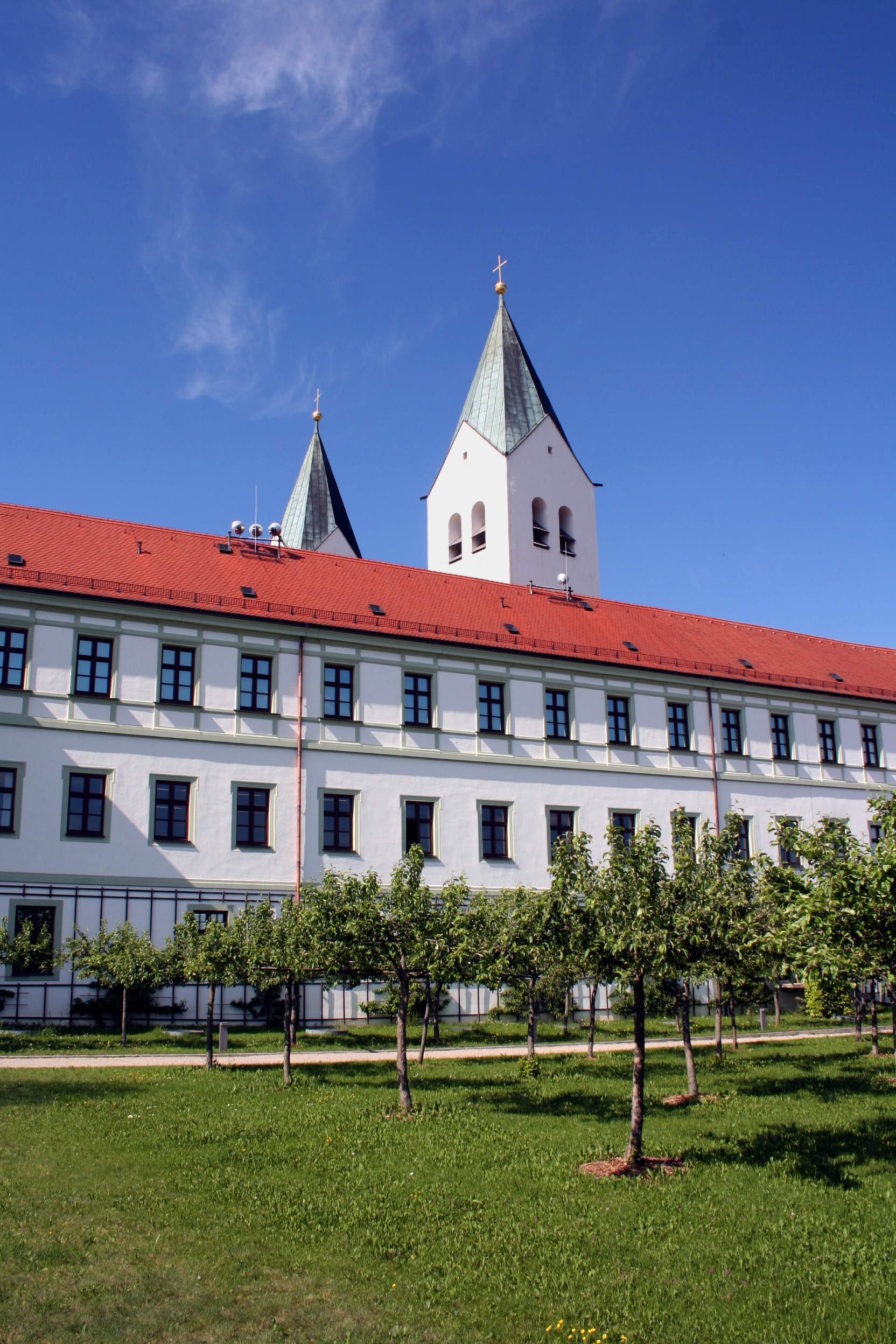
Heutiges Hauptgebäude der Dombibliothek von Süden

Die Dombibliothek Freising auf dem Domberg in Freising ist die zentrale Bibliothek des Erzbistums München und Freising und eine der größten kirchlichen Bibliotheken Deutschlands.

## Geschichte
Die Dombibliothek Freising wurde durch Bischof Arbeo in der 2. Hälfte des 8. Jahrhunderts errichtet und besaß zu dieser Zeit ein bedeutendes Skriptorium. Um 1448 wurde ein erster größerer Bibliothekssaal im Obergeschoss des Kapitelhauses am Kreuzgang errichtet. Der 1732 an gleicher Stelle befindliche Bibliothekssaal wurde nach Plänen Johann Lorenz Hirschstötters im barocken Stil durch Thomas Glasl (einen Schüler von Johann Baptist Zimmermann) geschaffen und ist bis heute weitgehend unverändert. Welcher Bildhauer die Skulptur des Apollon geschaffen hat und wer der Auftraggeber war, ist unbekannt; sie entstand wohl um 1780 und ist vielleicht ein Werk von Franz Scheicher.
Im Rahmen der Säkularisation in Bayern 1802/1803 wurden die wertvollsten Bücher vom bayerischen Staat in Besitz genommen und überwiegend nach München geschafft. Ab 1826 wurden verbliebene Reste dem neu errichteten Klerikalseminar des Erzbistums übergeben. 1857 wurde die Dombibliothek zur Bibliothek der Erzdiözese München und Freising erhoben. Aufgrund der Existenz einer Studienbibliothek an der nahe gelegenen Philosophisch-theologischen Hochschule Freising führte die Dombibliothek eher ein Schattendasein.
Ab 1946 wurde zumindest eine Neukatalogisierung begonnen. Die ca. 50.000 Bände der 1968 aufgelösten Philosophisch-Theologischen Hochschulbibliothek Freising wurden kurz nach deren Gründung 1970 der Universität Augsburg übergeben. 1974 wurden im Diözesanmuseum neue Räume für die Dombibliothek geschaffen, die bis 1994 Hauptsitz der Bibliothek waren. Am 17. Mai 1994 wurde von Kardinal Friedrich Wetter der umgebaute Marstall feierlich eingeweiht und ist seitdem Hauptsitz der Bibliothek.
Seit 2008 bildet die Dombibliothek Freising zusammen mit der Bibliothek des Metropolitankapitels in München die Diözesanbibliothek des Erzbistums München und Freising.

## Aktuelle Situation
Inzwischen  ist der Bestand auf über 322.000 Bände angestiegen, darunter u. a. 345 Handschriften, 3.215 Musikhandschriften und 222 Inkunabeln. Seit 1994 befindet sich auch die wissenschaftliche Bibliothek des Historischen Vereins Freising im Gebäude der Dombibliothek und wird von dieser mitverwaltet.
Seit Anfang April 2009 ist der Barocksaal der Dombibliothek wegen Restaurierungsarbeiten für die Öffentlichkeit nicht zugänglich, da durch Bauschäden die wertvollen Bücher von Schimmel befallen sind. Der moderne Lesesaal ist jedoch weiterhin geöffnet. Im Oktober 2009 wurde eine moderne Konservierungswerkstatt im gesperrten Barocktrakt der Bibliothek eingerichtet, um die befallenen Bücher zu trocknen und zu reinigen.
Wegen der geplanten baulichen Neugestaltung des Freisinger Dombergs wurde die Dombibliothek 2015 bis auf Weiteres geschlossen, die Buchbestände in das diözesane Archiv- und Bibliotheksdepot in Neufahrn bei Freising verlagert.